# Rocka Rolla Tour
Rocka Rolla Tour es la sexta gira de conciertos de la banda británica de heavy metal Judas Priest, para promocionar su álbum debut Rocka Rolla de 1974. Comenzó el 10 de septiembre de 1974 en el Jubilee Centre de Huddersfield en Inglaterra y culminó el 28 de diciembre de 1975 en el recinto Roundhouse de Londres. Gracias a esta gira les permitió tocar por primera vez en Dinamarca, Suecia, Países Bajos y Noruega.

## Antecedentes
Se inició solo cuatro días después del lanzamiento de Rocka Rolla y les permitió tocar por varias ciudades del Reino Unido hasta diciembre de 1974. Luego en enero y los primeros días de febrero de 1975 tocaron por primera vez en Suecia, Noruega, Países Bajos y Dinamarca, convirtiéndose así en su primera gira internacional. Cabe mencionar que durante 1974 interpretaron una nueva versión de «Whiskey Woman» escrita por Al Atkins, que es considerada como la primera versión de «Victim of Changes». Por su parte, en las presentaciones de 1975 incluyeron en su listado de canciones; «The Ripper», «Dreamer Deceiver», «Deceiver», «Island of Domination» y la versión definitiva de «Victim of Changes», temas que recién en 1976 fueron publicados en el álbum Sad Wings of Destiny.
De los más de noventa presentaciones que dieron, destacó su participación en el Festival de Reading el 22 de agosto de 1975, que fue alabada por la prensa especializada de aquella época. De igual manera el 25 de abril del mismo año tocaron en vivo en el programa de la BBC, The Old Grey Whistle Test, cuya presentación fue remasterizada e incluida como material extra en el DVD Electric Eye de 2003. 
Además, es la última gira del baterista John Hinch que luego de tocar en Cromer el 6 de septiembre de 1975 decidió retirarse, aunque Glenn Tipton afirmó que fue despedido por ser inadecuado para el sonido de la banda. En su reemplazo entró por segunda vez al grupo Alan Moore, cuya primera presentación se dio el 11 de octubre de 1975 en Slough.

## Fechas

### Fechas de 1974
| Fecha            | País       | Ciudad             | Recinto                  |
| ---------------- | ---------- | ------------------ | ------------------------ |
| 10 de septiembre | Inglaterra | Huddersfield       | Jubilee Centre           |
| 12 de septiembre | Inglaterra | Blackburn          | Windsor Hall             |
| 13 de septiembre | Inglaterra | Liverpool          | St George's Hall         |
| 14 de septiembre | Inglaterra | Penrith            | Lowther Pavilion         |
| 15 de septiembre | Inglaterra | Kenilworth         | Chesford Grange          |
| 16 de septiembre | Gales      | Barry              | Memorial Hall            |
| 18 de septiembre | Inglaterra | Lincoln            | Drill Hall Theatre       |
| 19 de septiembre | Inglaterra | Londres            | Club Marquee             |
| 20 de septiembre | Inglaterra | Hastings           | Hastings Pier            |
| 22 de septiembre | Inglaterra | Gravesend          | Woodville Hall Theatre   |
| 23 de septiembre | Inglaterra | Spennymoor         | Top Hat                  |
| 24 de septiembre | Inglaterra | Cleethorpes        | Winter Gardens           |
| 25 de septiembre | Inglaterra | Dunstable          | Civic Hall               |
| 27 de septiembre | Inglaterra | Scarborough        | Penthouse                |
| 28 de septiembre | Inglaterra | Folkestone         | Leas Cliff Hall          |
| 30 de septiembre | Inglaterra | Chester            | Quaintways               |
| 1 de octubre     | Inglaterra | Halifax            | Civic Theatre            |
| 2 de octubre     | Inglaterra | Norwich            | St. Andrew's Hall        |
| 5 de octubre     | Inglaterra | Scunthorpe         | The Priory               |
| 6 de octubre     | Inglaterra | Birmingham         | Barbarella's             |
| 7 de octubre     | Inglaterra | Edmonton           | Cooks Ferry Inn          |
| 9 de octubre     | Inglaterra | Wolverhampton      | Club Lafayette           |
| 10 de octubre    | Inglaterra | Bedford            | The Civic Theatre        |
| 11 de octubre    | Inglaterra | Devizes            | Corn Exchanges           |
| 12 de octubre    | Inglaterra | St Albans          | City Hall                |
| 14 de octubre    | Inglaterra | Bradford           | Queen's Hall             |
| 15 de octubre    | Gales      | Llanelli           | Glen Ballroom            |
| 16 de octubre    | Inglaterra | Swindon            | Swindon Town Center      |
| 17 de octubre    | Inglaterra | Barnstaple         | Queen's Hall             |
| 18 de octubre    | Inglaterra | Redruth            | Flamingo Ballroom        |
| 19 de octubre    | Inglaterra | Taunton            | Taunton County Hall      |
| 23 de octubre    | Inglaterra | Cheltenham         | Town Hall                |
| 24 de octubre    | Inglaterra | Mánchester         | Manchester Polytechnic   |
| 25 de octubre    | Inglaterra | Newcastle          | Newcastle City Hall      |
| 27 de octubre    | Inglaterra | Kingston upon Hull | Arts Centre              |
| 28 de octubre    | Inglaterra | Walsall            | Walsall Town Hall        |
| 30 de octubre    | Inglaterra | Guilford           | Plaza Ballroom           |
| 8 de noviembre   | Inglaterra | Burton-upon-Trent  | 76 Club                  |
| 28 de diciembre  | Inglaterra | Norfolk            | Royal Norfolk Showground |

### Fechas de 1975
| Fecha           | País         | Ciudad            | Recinto                        | Notas                              |
| --------------- | ------------ | ----------------- | ------------------------------ | ---------------------------------- |
| 31 de enero     | Dinamarca    | Copenhague        | desconocido                    |                                    |
| 2 de febrero    | Suecia       | Estocolmo         | desconocido                    |                                    |
| 7 de febrero    | Países Bajos | Ámsterdam         | Paradiso                       |                                    |
| 10 de febrero   | Noruega      | Tønsberg          | Quality Hotel Klubben          |                                    |
| 21 de febrero   | Inglaterra   | Hatfield          | Main Hall                      |                                    |
| 1 de marzo      | Inglaterra   | Bolton            | Bolton Institute of Technology |                                    |
| 4 de marzo      | Inglaterra   | Hanley            | Heavy Steam Machine            |                                    |
| 6 de marzo      | Inglaterra   | Stafford          | Top of the World               |                                    |
| 20 de marzo     | Inglaterra   | Cornwall          | Cornwall Tech                  |                                    |
| 22 de marzo     | Inglaterra   | Liverpool         | Liverpool Stadium              | teloneados por Woman y Gravy Train |
| 5 de abril      | Inglaterra   | Yeovil            | Johnson Hall                   | abriendo para Tuesday y Sounds     |
| 12 de abril     | Inglaterra   | Birmingham        | Town Hall                      |                                    |
| 13 de abril     | Inglaterra   | Birmingham        | Barbarella's                   |                                    |
| 25 de abril     | Inglaterra   | Londres           | BBC Television Centre          |                                    |
| 3 de mayo       | Inglaterra   | Burton-upon-Trent | 76 Club                        |                                    |
| 16 de mayo      | Inglaterra   | Londres           | Club Marquee                   |                                    |
| 23 de mayo      | Inglaterra   | Poynton           | Poynton Civic Hall             |                                    |
| 5 de junio      | Inglaterra   | Threapwood        | The Highwayman                 |                                    |
| 14 de junio     | Inglaterra   | Redditch          | Cloud Nine                     |                                    |
| 20 de junio     | Inglaterra   | Newcastle         | Mayfair Ballroom               |                                    |
| 21 de junio     | Inglaterra   | Wigan             | Casino                         |                                    |
| 27 de junio     | Inglaterra   | Sunderland        | Locarno Ballroom               |                                    |
| 28 de junio     | Inglaterra   | St Albans         | City Hall                      |                                    |
| 5 de julio      | Inglaterra   | Scunthorpe        | The Priory                     |                                    |
| 22 de julio     | Gales        | Cardiff           | Top Rank                       |                                    |
| 24 de julio     | Inglaterra   | Derby             | Cleopatra's                    |                                    |
| 25 de julio     | Inglaterra   | Derby             | Regency Ballroom               |                                    |
| 27 de julio     | Inglaterra   | Twickenham        | Winning Post                   |                                    |
| 29 de julio     | Inglaterra   | Huddersfield      | Ivanhoes                       |                                    |
| 2 de agosto     | Inglaterra   | Folkestone        | Leas Cliff Hall                |                                    |
| 3 de agosto     | Inglaterra   | Londres           | Roundhouse                     | abriendo para Babe Ruth y Stray    |
| 7 de agosto     | Inglaterra   | Dunstable         | Civic Hall                     |                                    |
| 9 de agosto     | Inglaterra   | Dagenham          | Roundhouse                     |                                    |
| 14 de agosto    | Inglaterra   | High Wycombe      | The Nag's Head                 |                                    |
| 15 de agosto    | Inglaterra   | Newark-on-Trent   | Palace Theatre                 |                                    |
| 16 de agosto    | Inglaterra   | Wigan             | Casino                         |                                    |
| 21 de agosto    | Inglaterra   | Manchester        | Hard Rock Casino               |                                    |
| 22 de agosto    | Inglaterra   | Reading           | Festival de Reading            |                                    |
| 28 de agosto    | Inglaterra   | Penzance          | The Winter Gardens             |                                    |
| 29 de agosto    | Inglaterra   | Cornwall          | Blue Lagoon Ballroom           |                                    |
| 5 de septiembre | Inglaterra   | Watford           | Town Hall                      | teloneados por Soon After          |
| 6 de septiembre | Inglaterra   | Cromer            | Royal Links Pavilion           |                                    |
| 11 de octubre   | Inglaterra   | Slough            | Slough College                 |                                    |
| 12 de octubre   | Inglaterra   | Londres           | Roundhouse                     | abriendo para Pink Fairies         |
| 18 de octubre   | Inglaterra   | St Albans         | City Hall                      | teloneados por Consortium          |
| 30 de octubre   | Escocia      | Dundee            | Universidad de Dundee          |                                    |
| 31 de octubre   | Escocia      | Edimburgo         | Universidad de Edimburgo       |                                    |
| 1 de noviembre  | Escocia      | Glasgow           | Universidad de Glasgow         |                                    |
| 5 de noviembre  | Inglaterra   | Londres           | Club Marquee                   |                                    |
| 14 de noviembre | Inglaterra   | Harrow            | Harrow College                 |                                    |
| 15 de noviembre | Inglaterra   | Hitchin           | College of Education           |                                    |
| 5 de diciembre  | Inglaterra   | Northumberland    | University                     |                                    |
| 7 de diciembre  | Inglaterra   | Twickenham        | Winning Post                   |                                    |
| 9 de diciembre  | Inglaterra   | Huddersfield      | Ivanhoes                       |                                    |
| 12 de diciembre | Inglaterra   | Birmingham        | Bingley Hall                   | abriendo para Hawkwind             |
| 28 de diciembre | Inglaterra   | Londres           | Roundhouse                     | abriendo para UFO y Stray          |

## Músicos
- Rob Halford: voz
- K.K. Downing: guitarra eléctrica
- Glenn Tipton: guitarra eléctrica
- Ian Hill: bajo
- John Hinch: batería (desde el principio hasta el 6 de septiembre de 1975)
- Alan Moore: batería (desde el 11 de octubre de 1975 hasta el final)